# Josephine Burns Glasgow
Josephine Elizabeth Burns Glasgow (Greenville, Illinois, 22 de julho de 1887 – 22 de janeiro de 1969) foi uma matemática estadunidense, cuja tese de Ph.D., "The abstract definitions of the groups of degree 8" foi publicada no American Journal of Mathematics. Foi a segunda mulher a receber um Ph.D. na Universidade de Illinois em Urbana-Champaign.

## Formação
Glasgow nasceu em Greenville, Illinois. Foi a terceira de quatro filhos. Filha de Ida Jane e James Clinton Burns. Seu pai foi professor de história na Western Illinois University.
Casou com Robert D. Glasgow em 1916.
Em 1928 seu marido foi empregado como entomologista do Estado de Nova Iorque e o casal mudou-se para Albany. Josephine tornou-se ativa na American Association of University Women, ascendendo por vários cargos a vice-presidente do quadro nacional de diretores em 1952.

## Carreira
Glasgow obteve o grau de A.B. em 1909 e um mestrado em matemática em 1911. Obteve um PhD na Universidade de Illinois em Urbana-Champaign em 1913, sendo a segunda mulher a obter este título na Universidade de Illinois, orientada por George Abram Miller.
Foi instrutora na Universidade de Illinois.